# Апрелєва Валерія Євгенівна
Вале́рія Євге́нівна Апре́лєва (нар. 1997) — українська плавчиня-синхроністка.

## З життєпису
На Чемпіонаті світу з водних видів спорту у липні 2019 року в програмі хайлайт команда здобула золоті нагороди — Марина Алексіїва, Владислава Алексіїва, Валерія Апрелєва, Вероніка Гришко, Олександра Коваленко, Яна Наріжна, Катерина Резнік, Анастасія Савчук, Аліна Шинкаренко, Єлизавета Яхно.